# الباحثون عن الذهب عام 1935 (فلم)
الباحثون عن الذهب عام 1935 (بالإنجليزية: Gold Diggers of 1935) هو فيلم تم إنتاجه في الولايات المتحدة وصدر في سنة 1935.

## ترشيحات وجوائز
| السنة | الحدث  | الفئة      | النتيجة |
| ----- | ------ | ---------- | ------- |
|       | أوسكار | أفضل أغنية | فوز     |

## وصلات خارجية
- مقالات تستعمل روابط فنية بلا صلة مع ويكي بيانات